# Kidon
Kidon (hebräisch כידון Bajonett oder Speerspitze) ist eine Spezialabteilung des israelischen Geheimdienstes Mossad. Sie führt Attentate unter höchster Geheimhaltungsstufe durch.
Kidon ist aus der Mossad-Sondereinheit Caesarea hervorgegangen, die mit der Liquidierung der Geiselnehmer und Hintermänner der Geiselnahme von München im Jahr 1972 beauftragt war.
Kidon soll nach Informationen der Zeitschrift Spiegel auch das Attentat auf den Hamas-Funktionär Mahmud al-Mabhuh im Januar 2010 ausgeführt haben.